# Roztropice
Roztropice nebo Rostropice (polsky Roztropice) jsou vesnice v jižním Polsku ve Slezském vojvodství v okrese Bílsko-Bělá v gmině Jasenice. Leží na území Těšínského Slezska v kopcovité krajině Slezského podhůří na Łozińském potoce. Patří k rybníkářské oblasti zvané Žabí kraj. Ke dni 31. 12. 2014 zde žilo 749 obyvatel, rozloha obce činí 5,76 km².
Vesnice byla založena na rozhraní 13. a 14. století během velké kolonizace. První zmínka o ní (Rostropitz) pochází z listiny vratislavského biskupa Jindřicha z Vrbna z doby kolem roku 1305. Po staletí patřila těšínskému knížectví. V roce 1920 byla rozhodnutím Konference velvyslanců připojena spolu s celým východním Těšínskem k Polsku.
Největším místním zaměstnavatelem je mlékárna – součást společnosti Biel-Ser z Bílska-Bělé. Ta se nachází v budovách tzv. Horního dvoru (Górny Dwór), většího ze dvou historických roztropických velkostatků. V Dolním dvoru (Dolny Dwór) působí výrobce autodílů PGP Mototechnika.